# Cara-Ancha
Cara-Ancha, nombre artístico de José Sánchez del Campo (Algeciras, provincia de Cádiz, 8 de mayo de 1848 - Aznalcázar, Sevilla, 31 de mayo de 1925), fue un célebre [torero] español. A Cara-Ancha le tocó compartir la época dorada de Frascuelo y Lagartijo, e intentó ser rival de este último. A juicio de José María de Cossío, de no haber coincidido con ellos dos, hoy sería recordado como la máxima figura de aquel tiempo.

## Biografía

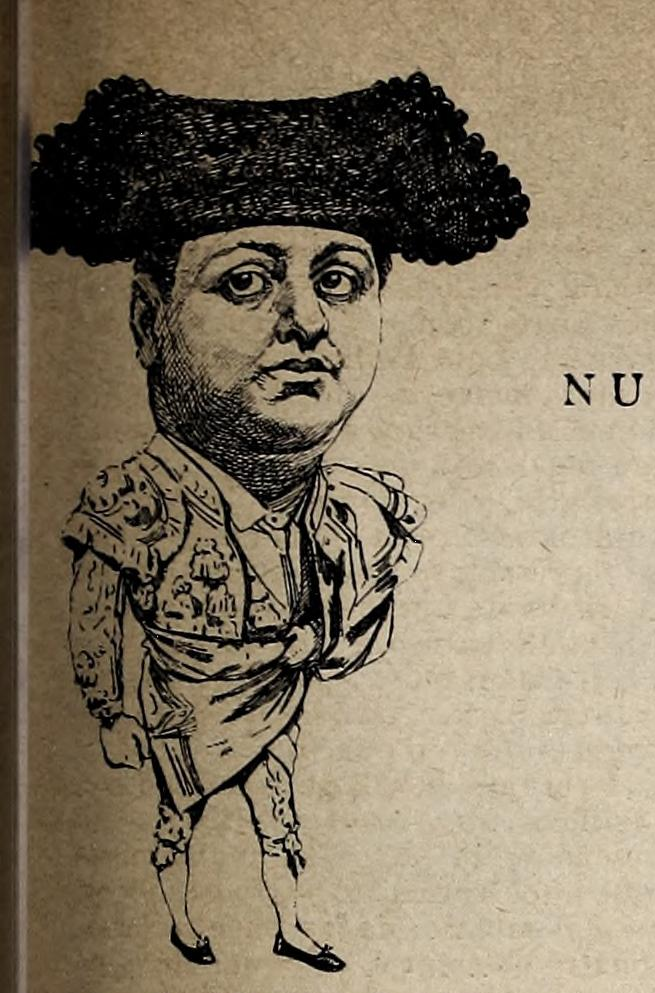
Caricatura de Cara-Ancha (1892)

Nació en el seno de una familia acomodada pero, al quedar huérfano de padre, se trasladó a Sevilla junto a su madre y sus dos hermanos (que también fueron toreros) donde atravesaron serias penalidades económicas. Allí, junto al oficio de pintor, se inició en el arte del toreo por la vía difícil de las capeas. Brilló como banderillero antes de tomar la alternativa el 24 de septiembre de 1874 de la mano de Manuel Domínguez, confirmándola en Madrid, el 25 de mayo de 1875, de manos de Lagartijo, con el toro Apreturas de Veragua. A lo largo de su carrera sufrió tremendas cogidas y siempre logró reponerse. El 9 de abril de 1882 fue herido de gravedad mientras toreaba en Madrid en el mismo cartel que Frascuelo, pero se recuperó y ese mismo año tuvo quince corridas más en la capital de España. 
En los años siguientes prosiguió una carrera triunfal, muy querido por el público y apreciado por sus rivales. A finales de la década de 1880, con la aparición de jóvenes figuras, como Mazzantini y El Espartero, dio inicio su declive. En 1894 anunció su retirada y fue despidiéndose de los ruedos a lo largo del año: tras casi 20 años de alternativa, se despidió definitivamente del toreo en Sevilla el 11 de noviembre, con 46 años, dando muerte a volapié al toro Caminante, de Joaquín Muruve.
Falleció en Aznalcázar, provincia de Sevilla, el 31 de mayo de 1925.

## El apodo

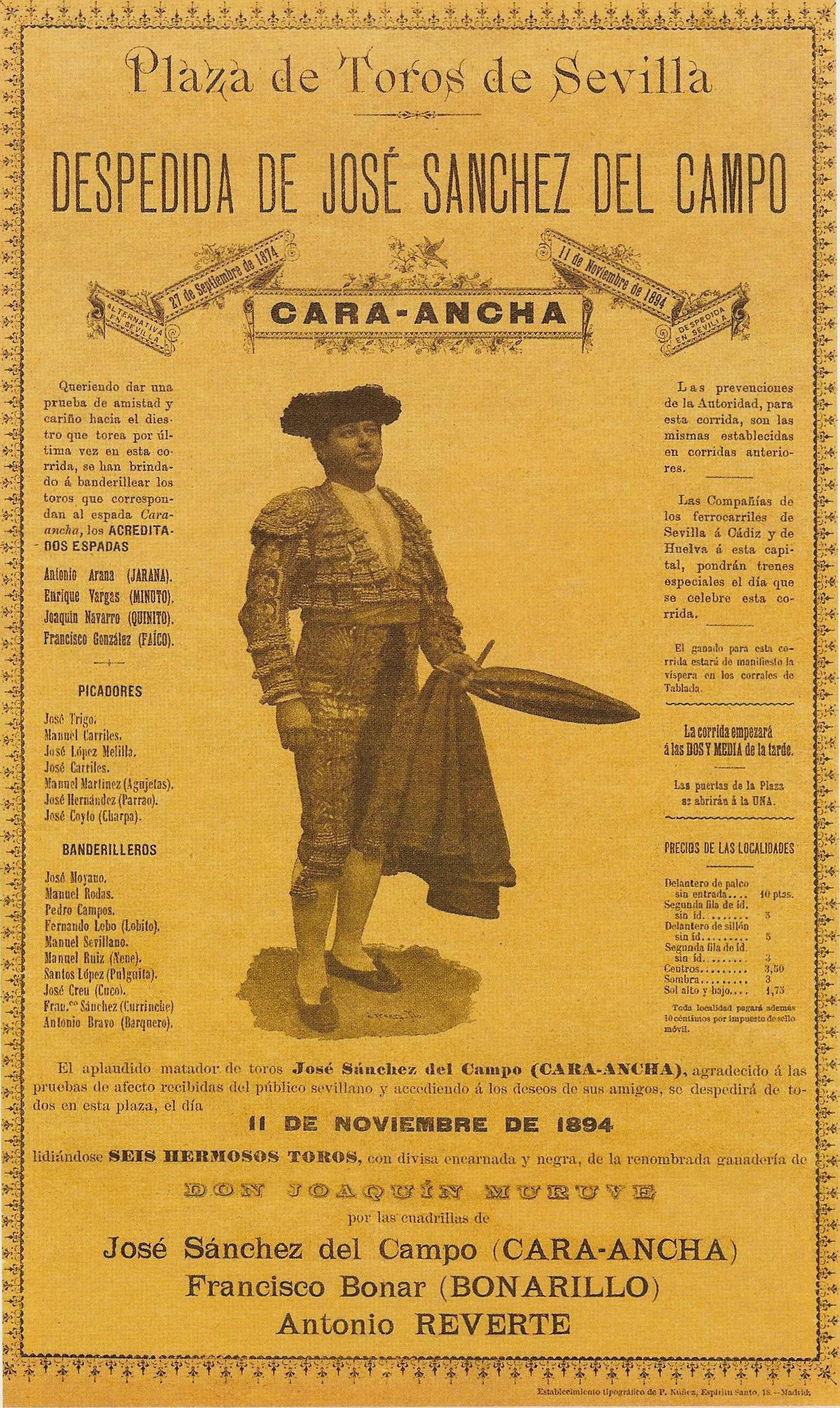
Cartel que anunciaba la corrida de despedida de Cara-Ancha, en Sevilla, el 11 de noviembre de 1894.

El apodo le sobreviene de una peculiaridad física, apreciable en las fotografías y en los grabados de Daniel Perea que de él se conservan. A veces, el sobrenombre se ve escrito en una sola palabra –Carancha–, por ejemplo en el poema de Antonio Machado que lo inmortalizó, incluso para los no entendidos en la historia del toreo. Se trata de un conocido poema de Campos de Castilla, publicado en 1913 con el título «Hombres de España (del pasado superfluo)» (en ediciones posteriores, «Del pasado efímero») donde cita una gesta de Cara-Ancha en el inicio del retrato satírico de un señorito andaluz:
Este hombre del casino provinciano
que vio a Carancha recibir un día,

## La hazaña de Cara-Ancha
La suerte de «recibir» es una de las más arriesgadas del toreo, consistente en matar al toro de frente y con los pies quietos, recibiendo la embestida, hasta introducir la espada. Apenas se ejecutaba de forma canónica desde los tiempos de Pedro Romero, un siglo atrás. Cara-Ancha lo intentaba a menudo, sin lograrlo, para intentar distinguirse de los dos grandes toreros de la época, Lagartijo y Frascuelo:

Yo había conseguido todos mis deseos. Fui banderillero, fui torero, tuve cartel; toreando con aquella gente, con aquellos, ya me entiende usted, me había hecho un puesto... pero yo quería más, algo que sobresaliera, que no hicieran ellos; algo que me diese personalidad, que fuese mío. Rafael [Lagartijo] no recibía. Salvador [Frascuelo] lo hacía muy imperfectamente, aunque con un valor asombroso.
Cara-Ancha, carta a un amigo, citado por Cossío.

Hasta que lo logró la tarde del 19 de junio de 1881, ante el toro Calceto, de la ganadería de Aleas, en la plaza de Madrid.  La hazaña de Cara-Ancha tuvo repercusión en toda España y su recuerdo permaneció muchos años después entre los taurinos, incluido Machado. Eso explica que la evocase en su poema tantos años después, aunque aún vivo Cara-Ancha. Así lo narró el propio torero a un su amigo, en carta que reproduce Cossío:

Un día me salió un toro de Aleas, grande y bravo, que me tomó bien la muleta, y sentí un escalofrío, comprendí que la suerte estaba allí: le metí el pie y le pinché en hueso. El encontronazo fue tremendo, pero le vacíe bien y no perdí terreno. Me enardecieron las palmas, siguió el toro tomando bien la muleta y, al cuadrárseme de nuevo, le metí el pie otra vez, fijo nada más que en la mano izquierda; cuando vi la cabeza en la muleta, doblé la mano, pasó el toro y sentí la mano derecha en el morrillo y el aplauso del público. No me moví del sitio, giré sobre los talones y vi que el toro llevaba el estoque en la cruz y hasta las cintas, Cuando el toro aquel caía, un momento después, pareció que me descargaba de un peso. Y era que lo que había soñado, gracias a Dios, pude hacerlo.
 Cara-Ancha, citado por Cossío.